# الجماعة الأحمدية
الجماعة الأحمدية (بالأردو: احمدیہ جماعت) أو القاديانية (بالأردو: قادیانیت) ورسميا الجماعة الإسلامية الأحمدية (بالأردية: احمدیہ مسلم جماعت) هي حركة إسلامية تجديدية أو مسيحانية تأسست في البنجاب، الهند البريطانية، في أواخر القرن التاسع عشر. نشأت مع حياة وتعاليم ميرزا غلام أحمد (1835-1908)، الذي ادعى أنه تم اختياره إلهيا ليكون المهدي المنتظر والمسيح الموعود المتوقع ظهوره من قبل المسلمين في نهاية الزمان وتحقيق «النصر الأخير للإسلام» بصورة سلمية؛ بالإضافة إلى تجسيد الشخصية الأخروية المتوقع قدومها وفقا للأديان الرئيسية الأخرى كما أعلن إلغاء الجهاد من الإسلام وحرَّم على المسلمين الخروج علي الإنجليز وقتالهم في الهند قائلا إنهم «ولاة أمر تجب طاعتهم» وأكد أن تعطيل الجهاد الإسلامي أهم أهدافه فقال في (تبليغ الرسالة، 7/ 17):
. وأنكر أن محمد أخر الأنبياء وأن «خاتم النبيين» تعني أفضل الأنبياء وأكبرهم درجة وزينتهم وليس آخرهم. أتباع الأحمدية (وهو المصطلح الذي تم تبنيه في إشارة إلى أحد أسماء محمد وهو أحمد ) يعرفون باسم «المسلمين الأحمديين» أو «الأحمديين» ببساطة.
يشدد الفكر الأحمدي على الاعتقاد بأن الإسلام هو الوحي النهائي للبشرية كما أوحي لمحمد وضرورة استعادته إلى «شكله الأول الحقيقي الذي ضاع عبر القرون» وفقا للأحمدية. يعتبر أتباعه أن أحمد ظهر كالمهدي (أي يحمل صفات يسوع وفقًا لتفسيرهم للنبوءات الكتابية) لإحياء الإسلام وإطلاق نظامه الأخلاقي الذي من شأنه أن يحقق السلام الدائم. وهم يؤمنون أنه بتوجيه إلهي، قام بتطهير الإسلام من البدع الأجنبية في العقيدة والممارسة من خلال الدفاع عن ما يعتبر (في نظرهم) مفاهيم الإسلام الأصلية التي مارسها النبي محمد صلى الله عليه وسلم والصحابة. لذا يرى الأحمديون أنفسهم على أنهم يقودون الإسلام ونهضته.
أنشأ مرزا غلام أحمد المجتمع الأحمدي (أو الجماعة) في 23 مارس 1889 بقبول البيعة من أنصاره. منذ وفاته، قاد الجماعة عدد من الخلفاء وانتشرت في 210 دولة ومنطقة في العالم اعتبارًا من عام 2017، ولديها تجمعات في جنوب آسيا وغرب أفريقيا وشرق أفريقيا وإندونيسيا. يمتلك الأحمديون تاريخا دعويا قويا وشكلوا أول منظمة دعوية إسلامية تصل إلى بريطانيا ودول غربية أخرى. حاليا، يقود الجماعة عبر الخلافة الأحمدية الخليفة، ميرزا مسرور أحمد، ويقدر عدد أتباعها بين 10 و20 مليون شخص في جميع أنحاء العالم (أي نحو 1% من إجمالي المسلمين).
أغلب أتباع الأحمدية ينتمون إلى الطائفة الرئيسية للحركة والتي تعتبر منظمة وموحدة. ومع ذلك، في بدايات الحركة، انفصل عدد من الأحمديين عن الطائفة الرئيسية وشكلوا حركة لاهور الأحمدية لنشر الإسلام، والتي تمثل اليوم جزءًا صغيراً من الأحمديين. ينُظَر إلى بعض المعتقدات الخاصة بالأحمدية على أنها تتناقض مع المفاهيم الحالية للعقيدة الإسلامية، وقد واجه بعض الأحمديين اضطهادًا. يعتبر العديد من المسلمين كالأزهر وهيئة كبار العلماء السعودية أنهم إما كفار أو أصحاب بدعة. كما تم إتهامها من المسلمين بأنها صنيعة المخابرات البريطانية لإلغاء الجهاد ضد الاستعمار الإنجليزي للهند بينما تري الجماعة أنها تسعي لإرساء الأمن والسلام في العالم، كثيرًا ما يتم استخدام مصطلح قاديانية للإشارة إلى الحركة بصورة ازدرائية ويستخدم في الوثائق الرسمية لبعض البلدان.

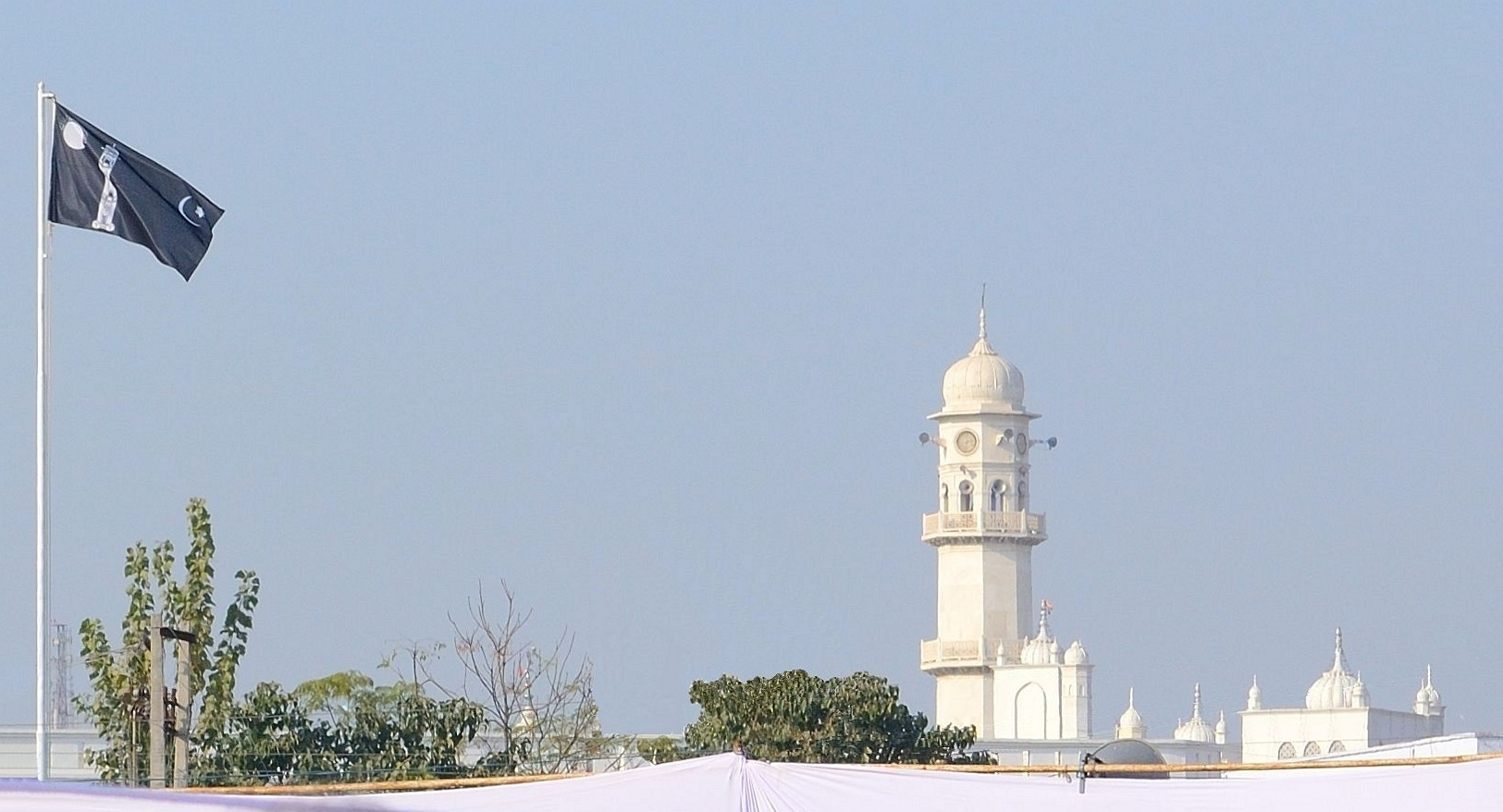
المنارة البيضاء وعلم الأحمدية في قاديان، الهند. بالنسبة للأحمديين، يرمز الاثنان إلى مجيء المسيح الموعود.

## رؤية الحركة لنفسها
وتعتبر الجماعة الأحمدية نفسها
حركة إسلامية تجديدية
وقد نشأت في أواخر القرن التاسع عشر الميلادي في شبه القارة الهندية. يشار إلى أتباع الجماعة الأحمدية بالأحمديين أو المسلمين الأحمديين، مؤسسها هو ميرزا غلام أحمد القادياني (1835-1908)، نسبة إلى بلدة قاديان، في إقليم البنجاب في الهند، حيث وضع أسس جماعته في 23 من مارس عام 1889 وسماها الجماعة الإسلامية الأحمدية. ادعى ميرزا غلام أحمد بأنه مجدد القرن الرابع عشر الهجري، وبأنه المسيح الموعود والمهدي المنتظر من قِبل المسلمين،
ذلك المصلح الذي تنبأت بمجيئه جميع الديانات العالمية بما فيها الإسلام في المرحلة التي وُصِفت بأنها آخر الزمان، حيث من المفترض له أن يحقق النصر النهائي للدين الإسلامي وفق النبوءات الإسلامية أيضاً.
إن الفكر الأحمدي يشدّد على الاعتقاد بأن الإسلام هو الديانة السماوية الأخيرة للبشرية جمعاء والتي نزلت على النبي محمد. ويشدد على أهمية استعادة جوهره الحقيقي وشكله الأصلي، الذي أصبح مبهماً على مدى القرون الماضية. وبذلك ترى الجماعة الأحمدية نفسها رائدةً في مجال إحياء الدين الإسلامي ونشره بطرق سِلمية.
ويعتبرون أنفسهم جماعة دينية غير سياسية وهدفها التجديد في الإسلام وتقول بأنها تسعى لنشر الدين بوسائل سلمية عن طريق ترجمة القرآن إلى لغات عدة بلغت بحسب مصادر الجماعة 52 لغة عبر العالم.
وتؤكد مصادر الجماعة الأحمدية أنها لا علاقة لها بالسياسة وتتعمد إبعاد الدين عن السياسة كما تؤكد أيضا أنها وأتباعها لن تقود أو تشارك في أي خروج على حكومة أي بلد تواجدت فيها.

## بداياتهم
كان أول ظهور لهذه الجماعة في الهند وتحديدا في بلدة قاديان إحدى قرى مقاطعة البنجاب الهندية وذلك عام 1889 على يد ميرزا غلام احمد الذي عاش في الفترة من 1835-1908 والذي قال عن نفسه "انه المسيح الموعود والمهدي المنتظر الذي بشر بأنه يأتي في آخر الزمان وقد استمر في دعوته حتى وفاته في العام 1908 ليخلفه 5 من (خلفاء الأحمدية) حتى الآن. تولى خلافة الأحمدية مؤخرا خليفتهم الخامس ميرزا مسرور أحمد والمقيم في لندن حاليا.
ويعود تاريخ عائلة مؤسس الأحمدية إلى أصول فارسية، ويعتبر لقب ميرزا بمثابة لقب تكريمي، وكان أجداده قد تركوا خراسان[ ؟ ] الفارسية في القرن السادس عشر الميلادي في عهد ظهير الدين بابر مؤسس سلطنة مغول الهند .

## الانتشار
يعيش الأحمديون في كل البلدان التي يوجد بها مهاجرون من شبه القارة الهندية، حيث أن الاضطهاد الشديد والقمع المنظم تجاه هذه الجماعة في عدد من الدول الإسلامية حذت بالعديد من أفرادها الأحمديين للهجرة والاستقرار في بقاع أخرى من العالم. وتعتبر الجماعة الأحمدية من أولى الجماعات التي تدعي بأنها مسلمة التي وصلت إلى بريطانيا والبلدان الغربية الأخرى. وللأحمديين نشاط كبير في أفريقيا، وفي بعض الدول الغربية، ولهم في أفريقيا وحدها مايزيد عن خمسة آلاف مرشد وداعية متفرغين لدعوة الناس إلى الأحمدية.[بحاجة لمصدر]
بعد وفاة الحاج مولانا حافظ حکیم نور الدین - الخليفة الأول لمؤسسها - انقسمت الجماعة إلى فرعين: الحركة الأحمدية في لاهور وجماعة المسلمين الأحمدية.
نشط الأحمديون في الدعوة إلى مذهبهم بوسائل عدة. ويوجد في بريطانيا قناة فضائية باسم التلفزيون الإسلامي يديرها الأحمدية.

## العقيدة
يعد الأحمديون أنفسهم مسلمين
، يؤمنون بالقرآن
وبأركان الإيمان جميعها: بالله
وملائكته
وكتبه ورسله وبالبعث والحساب

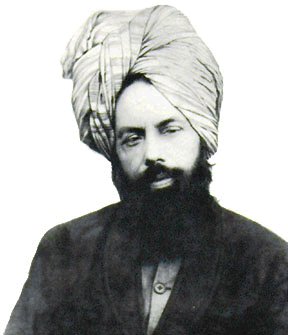
ميرزا غلام أحمد القادياني (امام مهدي)

، وبأركان الإسلام كلها؛ وبأن من غيّر شيئاً فيها فقد خرج من الدين. وتؤمن الجماعة الإسلامية الأحمدية بأن ميرزا غلام أحمد مبعوث من الله سبحانه وتعالى، مثيلاً لعيسى عليه السلام ليضع الحروب الدينية، مُديناً ومستنكراً سفك الدماء، معيداً أسس الأخلاق والعدالة والسلام إلى العالم، ويؤمنون بأنه سيخلص الإسلام من الأفكار والممارسات المتعصبة، ليعيده إلى شكله الحقيقي كما كان في عهد النبي محمد.
يرى الأحمديون أنفسهم مسلمين ويمارسون الدين الإسلامي على شكله الأصلي. ومع ذلك، فإن بعض المعتقدات الأحمدية تعتبر مخالفةً للفكر الإسلامي التقليدي منذ تأسيس الجماعة، حيث أن الكثير من عامة المسلمين ينظرون إلى الأحمديين على أنهم غير مسلمين نظراً لوجهة نظرهم وقناعاتهم بأن ميرزا غلام أحمد مبعوث من الله، وفهمهم للجهاد بشكله السلمي، ووجهة نظر الجماعة لقضية ختم النبوة في تفسيرهم للآية القرآنية ﴿مَا كَانَ مُحَمَّدٌ أَبَا أَحَدٍ مِنْ رِجَالِكُمْ وَلَكِنْ رَسُولَ اللَّهِ وَخَاتَمَ النَّبِيِّينَ وَكَانَ اللَّهُ بِكُلِّ شَيْءٍ عَلِيمًا ۝٤٠﴾.
يعتقد الأحمديون أن مؤسس جماعتهم هو «الإمام المهدي»، جاء مجددًا للدين الإسلامي، ومعنى التجديد عندهم هو إزالة ما تراكم على الدين من غبار عبر القرون، ليعيده ناصعًا نقيًا كما جاء به محمد رسول الإسلام الذي يؤمنون بأنه «عبد الله ورسوله وخاتم النبيين».
كما ادعى ميرزا غلام أحمد أن مجيئه قد بشّر به محمد ونبوءات أخرى في مختلف الأديان، وأنه هو المسيح المنتظر، حيث يفسرون أن المسيح المنتظر ليس هو نفسه عيسى ابن مريم الذي يعتقدون أن لم يمت على الصليب (انظر أدناه).

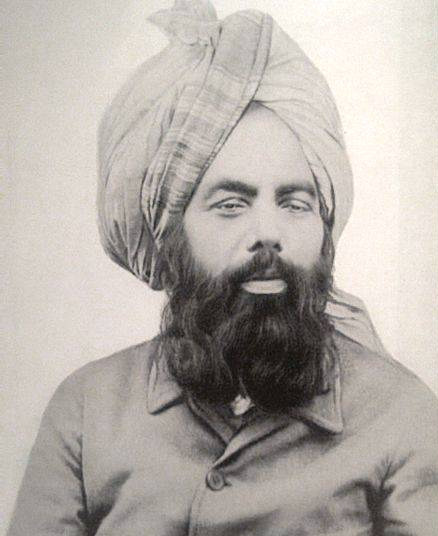
ميرزا غلام أحمد المسيح الموعود والمهدي المنتظر لدي الأحمديين.

### عقيدة الأحمدية في الله
يقول مؤسس الأحمدية ميرزا غلام أحمد ما تعريبه:

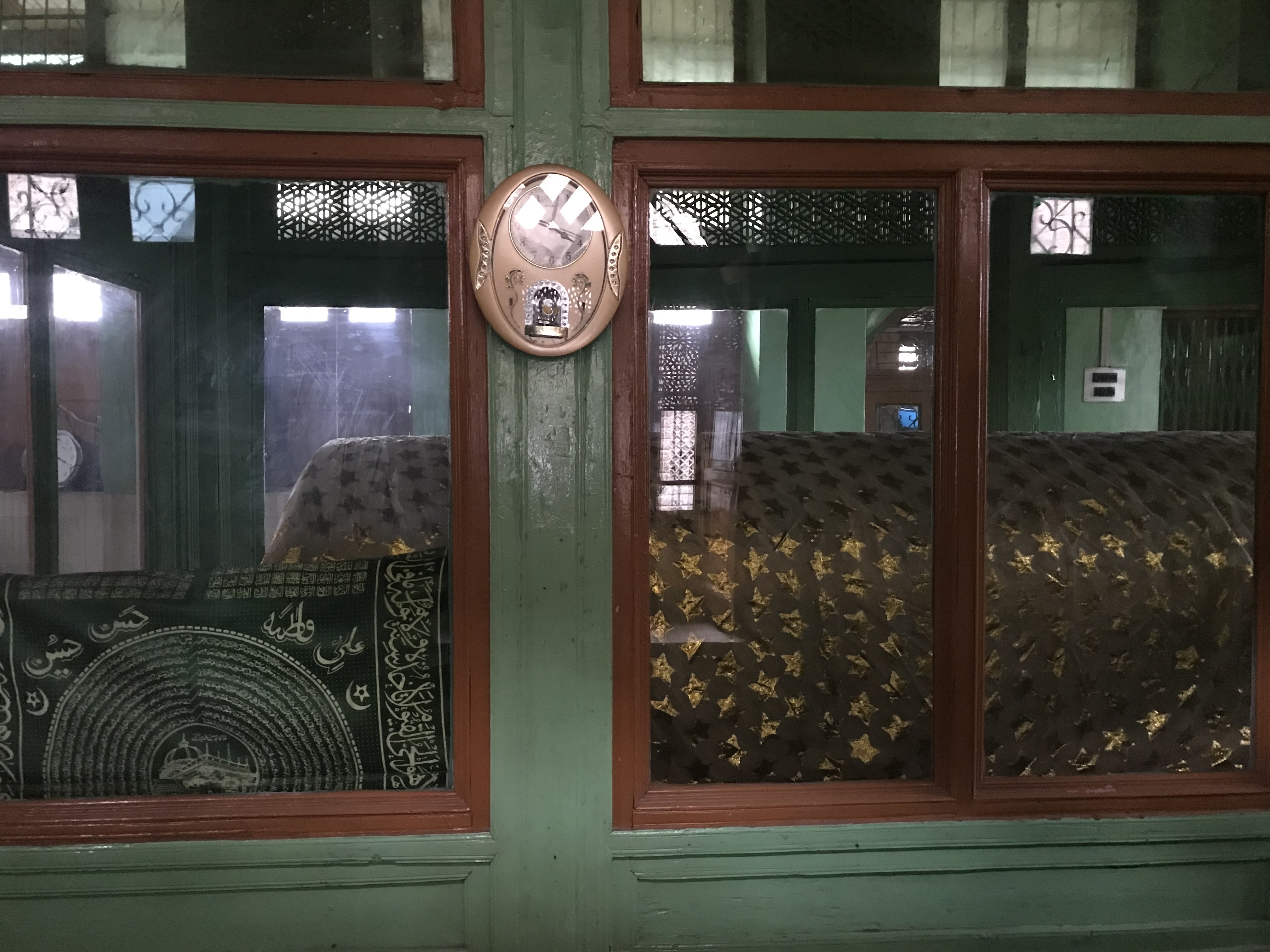
ضريح روزا بال لعيسي المسيح في سريناغار، كشمير. حيث يعتقد الأحمديون أن المسيح دُفن هناك بعد نجاته من الصلب.

| الجماعة الأحمدية | إن إلهنا هو ذلك الإله الذي هو حيٌّ الآن كما كان حيًّا من قبل، ويتكلم الآن كما كان يتكلم من قبل، ويسمع الآن كما كان يسمع من قبل. إنه لظَنٌّ باطل بأنه سبحانه وتعالى يسمع الآن ولكنه لم يعد يتكلم. كلا، بل إنه يسمع ويتكلم أيضًا. إن صفاته كلها أزلية أبدية، لم تتعطل منها أية صفة قط، ولن تتعطل أبدًا. إنه ذلك الأحد الذي لا شريكَ له، ولا ولدَ له، ولا صاحبةَ له. وإنه ذلك الفريد الذي لا كفوَ له... إنه قريب مع بُعده، وبعيد مع قربه، وإنه يمكن أن يُظهر نفسه لأهل الكشف على سبيل التمثُّل، إلا أنه لا جسمَ له ولا شكلَ.... وإنه على العرش، ولكن لا يمكن القول إنه ليس على الأرض. هو مجمع الصفات الكاملة كلها، ومظهر المحامد الحقة كلها، ومنبع المحاسن كلها، وجامع للقوى كلها، ومبدأ للفيوض كلها، ومرجع للأشياء كلها، ومالك لكل مُلكٍ، ومتصفٌ بكل كمالٍ، ومنـزه عن كل عيب وضعف، ومخصوص بأن يعبده وحده أهلُ الأرض والسماء. | الجماعة الأحمدية |

ويقول أيضا:
| الجماعة الأحمدية | إن فردوسنا إلهنا، وإن أعظم ملذاتنا في ربنا، لأننا رأيناه ووجَدْنا فيه الحسنَ كله. هذا الكنـز جديرٌ بالاقتناء ولو افتدى الإنسانُ به حياتَه، وهذه الجوهرة حَرِيّةٌ بالشراء ولو ضحّى الإنسان في طلبها كلَّ وجوده. أيها المحرومون، هلمّوا سراعًا إلى هذا الينبوع ليروي عطشكم. إنه ينبوع الحياة الذي ينقذكم. ماذا أفعل وكيف أقرّ هذه البشارة في القلوب؟ وبأي دفٍّ أنادي في الأسواق بأن هذا هو إلهكم حتى يسمع الناس؟ وبأي دواء أعالج حتى تنفتح للسمع آذان الناس؟ إن كنتم لله فتيقنوا أن الله لكم. | الجماعة الأحمدية |

### خمس أركان
أركان الإسلام هي خمسة أركان أساسية في الإسلام، تعتبر واجبة على جميع الأحمديين. يقدمها القرآن كإطار للعبادة وعلامة على الالتزام بالإيمان. وهي: (1)الشهادتين، (2)الصلاة، (3)الزكاة، (4)صيام رمضان، (5)الحج إلى مكة مرة واحدة على الأقل. في العمر. يتفق الأحمديون مع كل من الطائفتين الشيعية والسنية على التفاصيل الأساسية لأداء هذه الأعمال. ومع ذلك ، فإن الأحمدية في باكستان محظورة بموجب القانون، وإلى حد ما في البلدان الإسلامية الأخرى بالاضطهاد، من التعريف بأنفسهم كمسلمين. هذا يخلق بعض الصعوبة في أداء الأعمال الواجبة. على الرغم من أن الأحمديين من بعض البلدان يؤدون فريضة الحج إلى مكة، إلا أنهم غير مسموح بهم بموجب القانون السعودي.

### معتقدات أحمدية مختلفة

#### وفاة عيسى ابن مريم

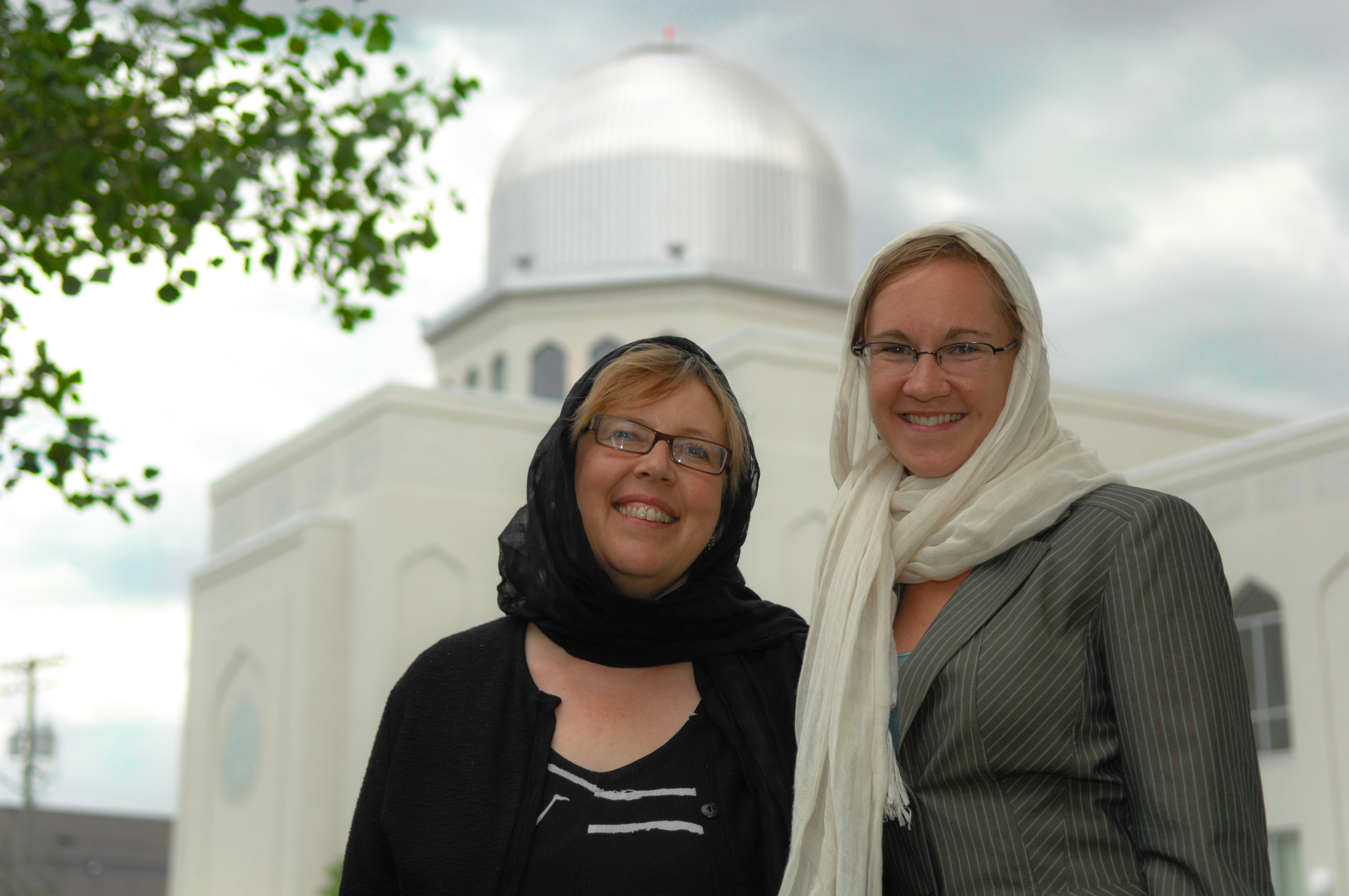
إليزابيث ماي زعيمة حزب الخضر الكندي أثناء أفتتاح مسجد بيت النور التابع للطائفة الأحمدية والذي يُعتبر أكبر مسجد في كندا.

مات عيسى ابن مريم ميتة عادية، فلم يُقتل ولم يُصلب، لكنه هو الذي عُلِّق على الصليب وأنجاه الله من الموت عليه، فأُنْـزِل وهو حيٌّ مغشي عليه، ثم هاجر ولسنين أخرى. كما جاء في دعوى الصلب في القرآن الكريم:«وَقَوْلِهِمْ إِنَّا قَتَلْنَا الْمَسِيحَ عِيسَى ابْنَ مَرْيَمَ رَسُولَ اللَّهِ وَمَا قَتَلُوهُ وَمَا صَلَبُوهُ وَلَٰكِنْ شُبِّهَ لَهُمْ وَإِنَّ الَّذِينَ اخْتَلَفُوا فِيهِ لَفِي شَكٍّ مِنْهُ مَا لَهُمْ بِهِ مِنْ عِلْمٍ إِلَّا اتِّبَاعَ الظَّنِّ وَمَا قَتَلُوهُ يَقِينًا* بَلْ رَفَعَهُ اللَّهُ إِلَيْهِ وَكَانَ اللَّهُ عَزِيزًا حَكِيمًا.» القرآن الكريم سورة النساء 157-158.
من جهة أخرى فالأحمديون يعتقدون أن لا يُسمى مصلوبًا إلا من مات صلبًا، ومن ثم فإن معنى قول الله «شبه لهم») معناه شبه لهم صلبه، أي اشتبه عليهم أنه قد مات على الصليب، وليس معناه شُبه لهم شخص آخر. كما أن المقصود بنـزوله هو مجيء شخص شبيه به من الأمة الإسلامية.

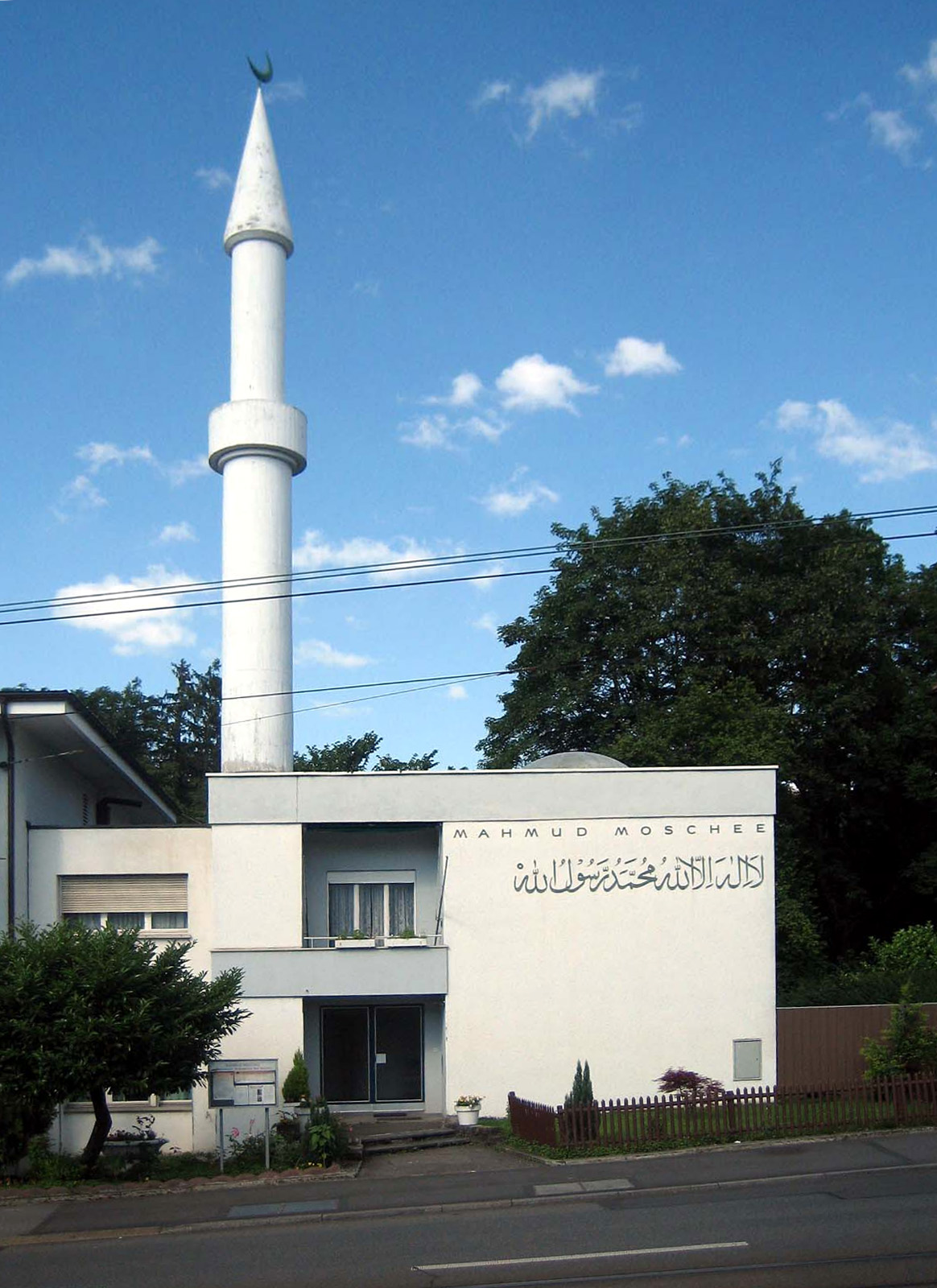
الشهادتين، خارج مسجد محمود في زيورخ بسويسرا.

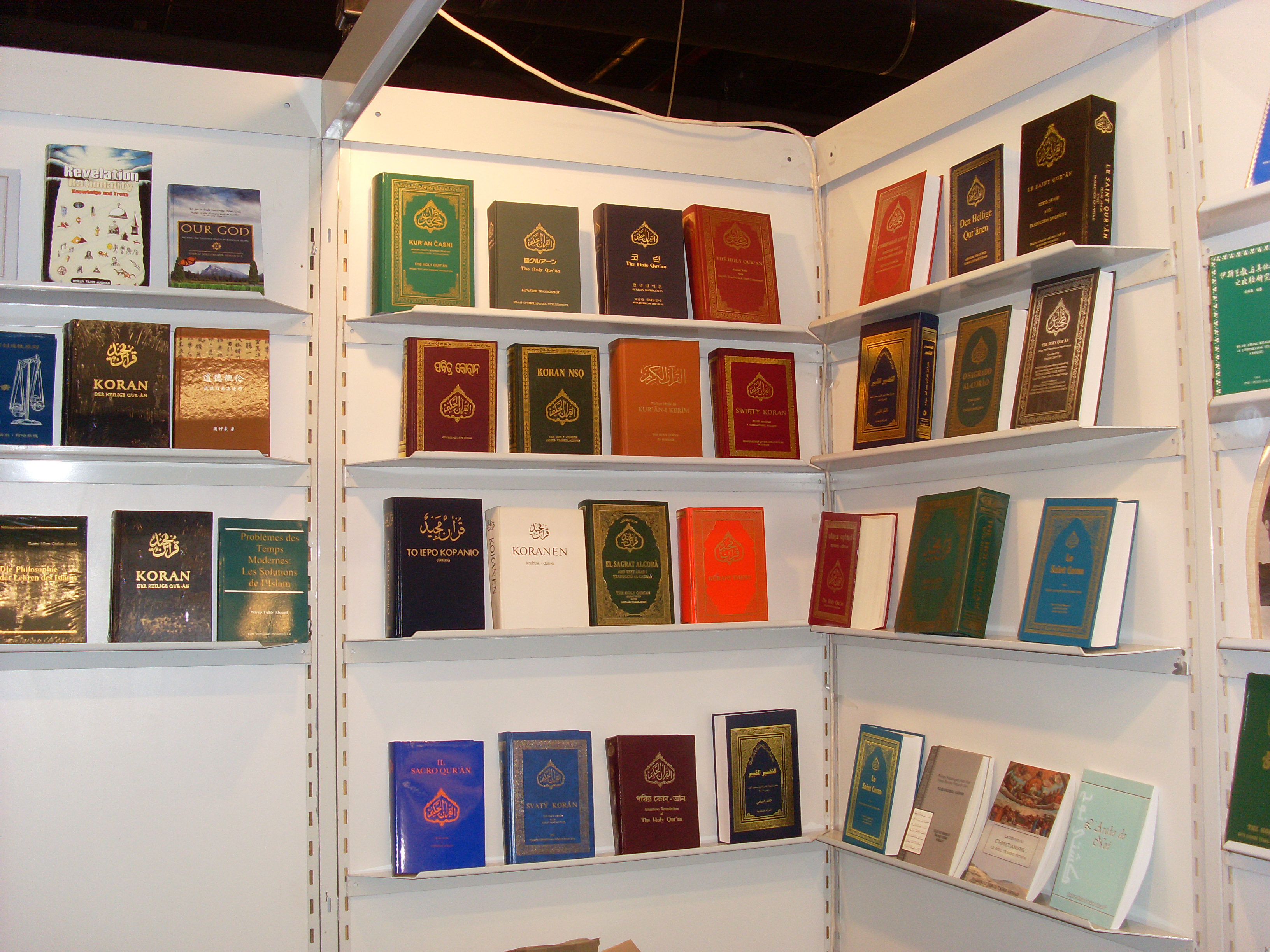
بعض من ترجمات القرآن لمترجمين أحمديين في معرض فرانكفورت للكتاب 2009.

#### المجيء الثاني للمسيح
على عكس العقيدة الإسلامية السائدة، يعتقد الأحمديون أن المسيح قد صلب ونجا أربع ساعات على الصليب. تم إفاقته لاحقًا من الإغماء في القبر. يعتقد الأحمديون أن المسيح مات في كشمير عن الشيخوخة بينما كان يبحث عن قبائل إسرائيل المفقودة. يُعتقد أن رفات يسوع مدفونة في ضريح روزا بال في كشمير تحت اسم يوز أساف. على وجه الخصوص، يُعتقد أن النبوءات التوراتية والإسلامية المتعلقة بمجيء المسيح الثاني كانت مجازية، وأن ميرزا غلام أحمد قد حقق شخصيًا هذه النبوءات وظهور المسيح الثاني. يعتقد الأحمديون أيضًا أن «المسيح الموعود» و «الإمام المهدي» هما نفس الشخص، وأنه من خلال تعاليمه وتأثيره وصلواته وتعليمات أتباعه، سيهزم الإسلام المسيح الدجال في فترة. على غرار الفترة الزمنية التي استغرقتها المسيحية الوليدة في الظهور وأن قوة الدجال سوف تتلاشى ببطء، مما يبشر بالنصر النهائي المتوقع للإسلام وعصر السلام.

#### ختم النبوة
«خاتم النبيين» تعني عند الأحمديين أكمل النبيين وأعلاهم منزلة وفي الوقت نفسه تعني آخرهم، وكمالُ نبوة رسول الإسلام محمد يقتضي أن يصل تلامذته مستويات روحانية أعلى مما وصلته الأمم السابقة. والأحمديون يعيبون على غير الأحمديين من المسلمين الذين يؤمنون بعودة المسيح، حيث يرى الأحمديون أن هذا يتنافى مع ختم النبوة كليا. والأحمديون لا يجيزون إطلاق كلمة نبيّ على مؤسس جماعتهم، إلا إذا كانت مقيّدة، مثل نبي ظلّي أو بروزي أو تابع أو من الأمة أو ما شابه ذلك، لأن النبوات كلها قد انقطعت إلا نبوة رسول الإسلام محمد.

#### الجهاد

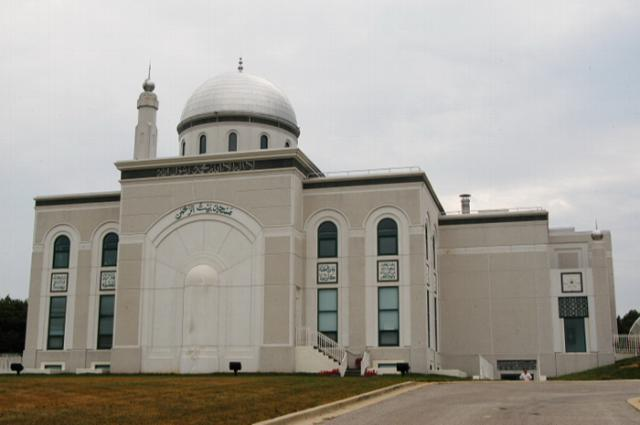
مسجد بيت الرحمن بالقرب من واشنطن العاصمة، هو واحد من عدة مساجد افتتحها الخليفة الرابع

حسب العقيدة الأحمدية، يمكن تقسيم الجهاد إلى ثلاث فئات: الجهاد الأكبر وهو الجهاد ضد الذات، ويشير إلى النضال ضد الشهوات الزهيدة مثل الغضب والشهوة والكراهية. يشير الجهاد الكبير إلى النشر السلمي للإسلام، مع التركيز بشكل خاص على نشر الرسالة الحقيقية للإسلام بالقلم. الجهاد الأصغر هو كفاح مسلح يتم اللجوء إليه فقط للدفاع عن النفس في ظل حالات الاضطهاد الديني الشديد مع عدم القدرة على اتباع المعتقدات الدينية الأساسية للفرد، وحتى في ذلك الوقت فقط بتوجيه مباشر من الخليفة. يشير الأحمديون إلى أنه وفقًا للنبوة الإسلامية، فإن ميرزا غلام أحمد قد جعل الجهاد في شكله العسكري غير قابل للتطبيق في العصر الحالي لأن الإسلام كدين لا يتم مهاجمته عسكريًا ولكن من خلال الأدب ووسائل الإعلام الأخرى، وبالتالي يجب أن يكون الرد بطريقة مماثلة. يعتقدون أن الجواب على الكراهية يجب أن يكون بالحب. فيقول غلام أحمد القادياني «إن الفرقة الإسلامية التي قلدني الله إمامتها وسيادتها تمتاز بأنها لا ترى الجهاد بالسيف ولا تنتظره، بل إن الفرقة المباركة لا تستحل سراً كان أو علانية وتحرمه تحريماً باتاً»
فيما يتعلق بالإرهاب، كتب الخليفة الرابع للجماعة في عام 1989:
وبقدر ما يتعلق الأمر بالإسلام، فإنه يرفض ويدين بشكل قاطع كل شكل من أشكال الإرهاب. لا يقدم أي غطاء أو تبرير لأي عمل من أعمال العنف، سواء ارتكبه فرد أو جماعة أو حكومة.

#### الناسخ والمنسوخ
على عكس معظم علماء المذاهب الإسلامية الأخرى، لا يعتقد الأحمديون أن أية آيات من القرآن تنسخ أو تلغي آيات أخرى. جميع الآيات القرآنية لها نفس الصلاحية، وذلك تمشيا مع تأكيدها على «جمال القرآن الذي لا يرقى إليه الشك وصلاحيته التي لا جدال فيها». يتم حل التناسق بين الأحكام غير المتوافقة ظاهريًا من خلال الانكماش القانوني في الفقه الأحمدي، بحيث يكون الحكم (الذي يعتبر قابلاً للتطبيق فقط على الحالة المحددة التي تم الكشف عنها)، فعالاً ليس لأنه تم الكشف عنه أخيرًا، ولكن لأنه الأكثر ملاءمة للوضع الحالي.

#### الخلافة الأحمدية

علم الخلافة الأحمدية.

هي خلافة غير سياسية تأسست في 27 مايو 1908 بعد وفاة غلام أحمد القادياني مؤسس الجماعة الأحمدية الذي ادعى أنه المسيح الموعود والمهدي المخلص الذي ينتظره المسلمون، يعتقد الأحمديون أنه إعادة تأسيس الخلافة الراشدة التي بدأت بعد وفاة النبي محمد صلى الله عليه وسلم ولقب الخلفاء تعني خليفة المسيح الموعود، والخليفة هو القائد الروحي والتنظيمي المنتخب للجماعة الأحمدية في جميع أنحاء العالم وخليفة غلام أحمد القادياني. يعتقد المجتمع الأحمدي أنه أمر إلهي ويشار إليه أيضًا من قبل أعضائها باسم أمير المؤمنين وإمام الجماعة. الخليفة الخامس والحالي لمسيح الجماعة الأحمدية هو ميرزا مسرور أحمد.

#### الطبيعة الدورية للتاريخ
يعتقد الأحمديون أن تاريخ الدين دوري ويتم تجديده كل سبعة آلاف عام. تنقسم الدورة الحالية من زمن آدم التوراتي إلى سبع عهود أو عصور، بالتوازي مع أيام الأسبوع السبعة، مع فترات للنور والظلام. ظهر ميرزا غلام أحمد على أنه المسيح الموعود في العصر السادس الذي يبشر بالعمر السابع والأخير للبشرية.

## الهيكل التنظيمي

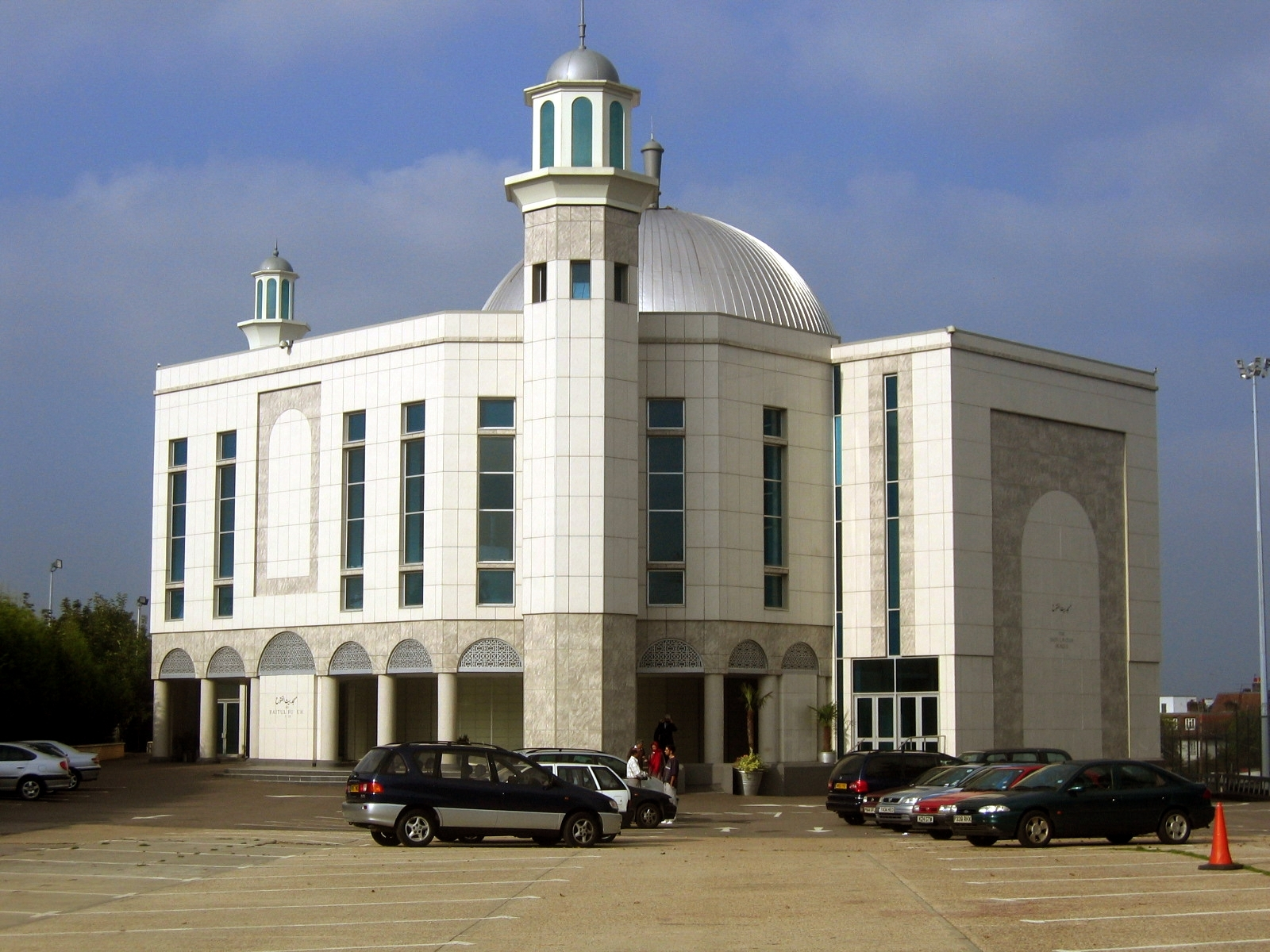
مسجد بيت الفتوح في لندن، أحد أكبر المساجد في أوروبا. تُبث خطبة الجمعة للخليفة على الهواء مباشرة في جميع أنحاء العالم، عبر تلفزيون إم تي إيه

### الخليفة
يعتقد المسلمون الأحمديون أن الخلافة الأحمدية هي استئناف للخلافة الراشدة. يُعتقد أن هذا قد أعيد تأسيسه مع ظهور ميرزا غلام أحمد الذي يعتقد الأحمديون أنه المسيح الموعود والمهدي. يؤكد المسلمون الأحمديون أنه وفقًا للآيات القرآنية (مثل [القرآن 24:55] ) والعديد من الأحاديث حول هذه المسألة، لا يمكن إنشاء الخلافة أو الخلافة إلا من قبل الله نفسه وهي نعمة إلهية تُمنح لمن يؤمن ويعمل صالحًا ويحافظ على وحدانية الله. لذلك ، فإن أي حركة لإقامة الخلافة تتمحور حول المساعي البشرية وحدها مآلها الفشل، لا سيما عندما تنحرف حالة الناس عن تعاليم النبوة وينتشروا نتيجة لذلك، وعدم قدرتهم على انتخاب خليفة يعود سببها الأساسي إلى عدم وجودهم. من البر فيهم. يُعتقد أنه من خلال الرؤى والأحلام والإرشاد الروحي، يغرس الله في قلوب وعقول المؤمنين الذين يختارونهم. لا يسمح بالحملات أو الخطب أو التكهنات من أي نوع. وهكذا لم يتم تعيين الخليفة بالضرورة عن طريق الحق (أي الحق أو الكفء في نظر الناس) ولا عن طريق الاختيار فقط ولكن من قبل الله في المقام الأول.
وبحسب الفكر الأحمدية، ليس من الضروري أن يكون الخليفة رئيسًا للدولة، بل يتم التأكيد على الأهمية الروحية والدينية للخلافة. إنها قبل كل شيء وظيفة روحية ، بهدف دعم وتعزيز ونشر تعاليم الإسلام والحفاظ على المعايير الروحية والأخلاقية العالية داخل المجتمع العالمي الذي أنشأه محمد . إذا تصادف أن يتولى الخليفة سلطة حكومية كرئيس للدولة ، فهذا عرضي وفرعي فيما يتعلق بوظيفته الإجمالية كخليفة. يشير الأحمديون إلى الخليفة أيضًا باسم أمير المؤمنين. الخليفة الحالي والخامس هو ميرزا مسرور أحمد.

### مجلس الشورى
مجلس الشورى أو مجلس الشورى ، من حيث الأهمية هو أعلى مؤسسة في المجتمع بعد الخلافة. أسسها الخليفة الثاني ميرزا بشير الدين محمود أحمد عام 1922. تجتمع هذه الهيئة الاستشارية رسميًا مرة واحدة على الأقل في السنة. على الصعيد الدولي، يترأس الخليفة الخليفة. والغرض الرئيسي منه هو تقديم المشورة للخليفة في الأمور الهامة مثل التمويل والمشاريع والتعليم وغيرها من القضايا المتعلقة بأعضاء الجماعة. يشترط أن يقوم الخليفة بواجباته بالتشاور مع مراعاة آراء أعضاء المجلس. ومع ذلك ، ليس من واجبه أن يقبل دائمًا آراء وتوصيات الأعضاء. يجوز للخليفة التعليق ، وإصدار التعليمات ، وإعلان قراراته بشأن المقترحات أثناء سير الإجراءات أو قد يؤجل الأمر لمزيد من التفكير. ومع ذلك، في معظم الحالات ، يقبل الخليفة النصيحة التي تقدمها الأغلبية. على الصعيد الوطني ، يترأس المجلس من قبلʾ عامر (رئيس وطني). في ختام الإجراءات، تُرسل التوصيات إلى الخليفة للموافقة عليها ، والتي يجوز له قبولها أو رفضها أو قبولها جزئيًا.

### المقر
المقر الرئيسي للجماعة الإسلامية الأحمدية هو المدينة أو البلدة أو المكان الذي يقيم فيه الخليفة. على هذا النحو، منذ النفي القسري للخليفة الرابع من باكستان في عام 1984، كان المقر الفعلي للجماعة موجودًا في مسجد فضل في لندن، إنجلترا. في عام 2019، نقل الخليفة الخامس المقر الرئيسي إلى إسلام آباد، في تيلفورد، إنجلترا على أرض اشترتها الجماعة في عام 1985. على الرغم من أن مدينتي مكة المكرمة والمدينة المنورة تعتبران أكثر قداسة ، إلا أن قاديان تعتبر المقر الروحي للجماعة. من المعتقد والمتنبأ أنه في المستقبل ستعود الخلافة الأحمدية مرة أخرى إلى قاديان، مسقط رأس ميرزا غلام أحمد. ومع ذلك ، فإن مدينة الربوة الأحمدية في باكستان منذ تأسيسها في 20 سبتمبر 1948 على يد الخليفة الثاني ، بعد التقسيم الهندي ، تنسق غالبية نشاط التنظيم في جميع أنحاء العالم. على وجه الخصوص، المدينة مسؤولة، ولكن ليس حصريًا، عن الهيئتين المركزيتين للمجتمع ؛ مجلس الأحمدية المركزي ومجلس النظام الجديد. هيئة أخرى، لكنها أصغر بكثير، هي مجلس "التفاني الجديد"، نشطة أيضًا. تعمل جميع الهيئات المركزية بتوجيه من الخليفة.

### المؤسسات

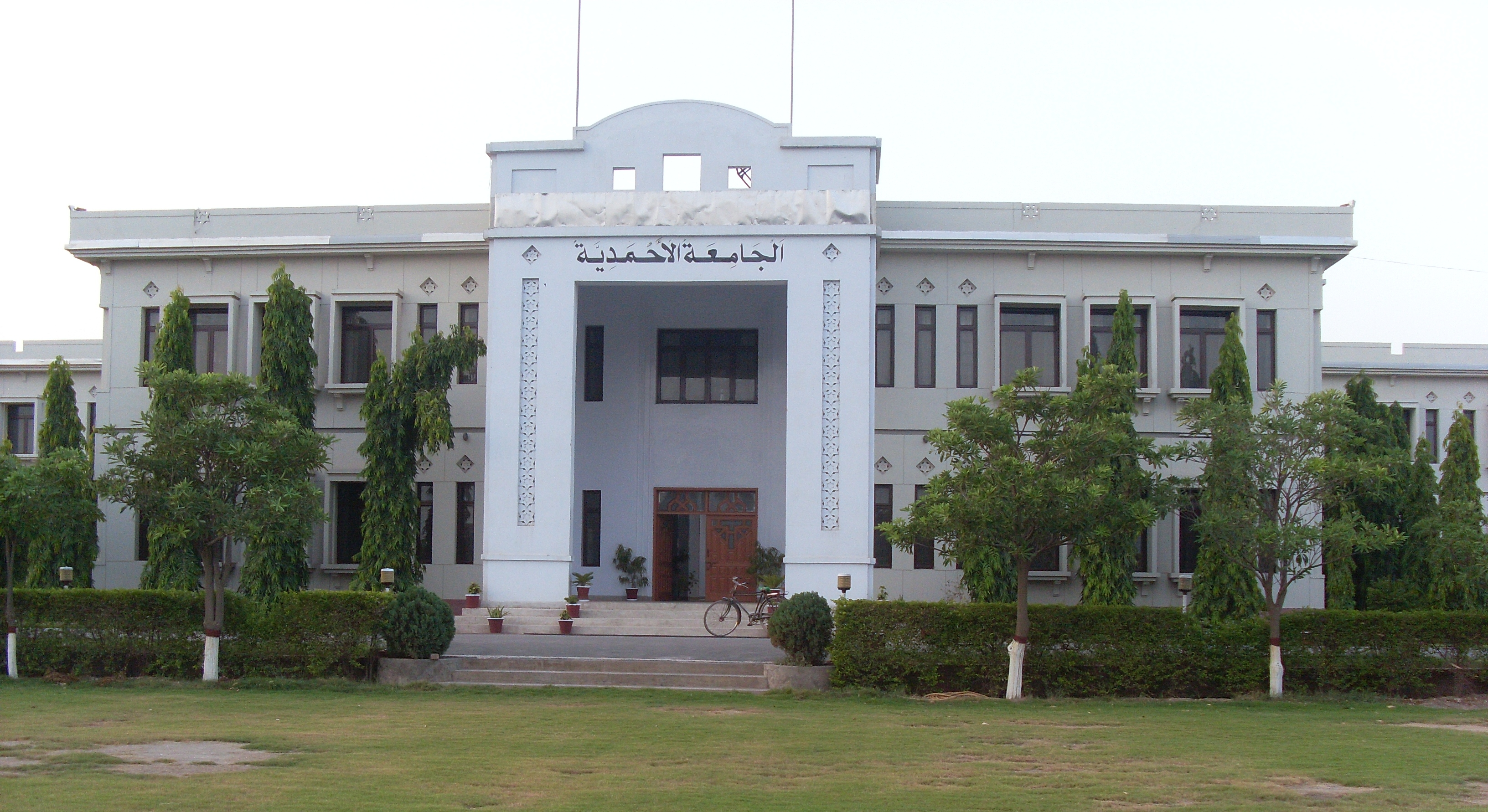
الحرم الجامعي الباكستاني للجامعة الأحمدية بالربوة في شينيوت،البنجاب، باكستان.

الحرم الجامعي الباكستاني للجامعة الأحمدية بالربوة
من بين جميع المؤسسات الدينية للجماعة الإسلامية الأحمدية، فإن الجماعة الأحمدية، التي تُترجم أحيانًا باسم الجامعة الأحمدية للاهوت واللغات، جديرة بالملاحظة بشكل خاص. وهو معهد إسلامي وتعليمي دولي له العديد من الجامعات في جميع أنحاء إفريقيا وآسيا وأوروبا وأمريكا الشمالية. تأسست عام 1906 كقسم في مدرسة تعليم الإسلام (لاحقًا كلية تعليم الإسلام) من قبل ميرزا غلام أحمد، وهي المركز الرئيسي للجماعة الإسلامية الأحمدية لتعليم الإسلام وتدريب المبشرين. قد يتم تعيين الخريجين من قبل الخليفة إما كمبشرين للجماعة (يُطلق عليهم غالبًا مربي أو إمام أو مولانا ) أو قاضيًا أو مفتيًا للمجتمع مع التخصص في مسائل الفقه (الفقه الإسلامي). أصبح بعض خريجي الجامعة أيضًا مؤرخين إسلاميين . اعتبارًا من عام 2008 ، هناك أكثر من 1300 خريج من الجامعة يعملون كمبشرين في جميع أنحاء العالم.

### المنظمات المساعدة
هناك خمس منظمات تابعة للجماعة الأحمدية. كل منظمة مسؤولة عن التدريب الروحي والأخلاقي لأعضائها. إن جمعية "لجنة إماء الله" هي الأكبر من بين جميع المنظمات وتتألف من عضوات فوق سن 15 سنة. مجلس خدام الأحمدية للأعضاء الذكور الذين تتراوح أعمارهم بين 15 و 40 سنة؛ "مجلس أنصار الله" للأعضاء الذكور فوق سن الأربعين ؛ "نصيرات الأحمدية" للفتيات اللواتي تتراوح أعمارهن بين 7 و 15 سنة ؛ وأطفال الأحمدية للصبيان الذين تتراوح أعمارهم بين 7 و 15 سنة.

### المجتمع
تنقسم الجماعة الإسلامية الأحمدية العالمية إلى مجتمعات وطنية ، لكل منها مقرها الوطني. تنقسم كل جماعة وطنية إلى مجتمعات إقليمية، والتي يتم تقسيمها مرة أخرى إلى مجتمعات محلية. في كثير من الحالات، سيكون لكل مجتمع محلي مسجد أو مركز أو دار إرسالية خاصة به. الأمير، أو الرئيس الوطني ، على الرغم من إشرافه من قبل الهيئات المركزية للمجتمع، يوجه الأميلة الوطنية أو الهيئة التنفيذية الوطنية التي تتكون من الأمناء الوطنيين مثل الأمين العام ،سكرتير المالية وسكرتير الوعظ، وسكرتير التدريب الأخلاقي، وسكرتير التعليم ، من بين آخرين. يتم تكرار هذا التصميم على المستويين الإقليمي والمحلي مع كل من الرئيس والهيئات التنفيذية.]

### الأحداث السنوية
على عكس أعياد المسلمين في عيد الفطر وعيد الأضحى الذي يحتفل به المسلمون الأحمديون أيضًا، هناك العديد من الوظائف التي يمارسها الأحمديون على الرغم من عدم اعتبارها أعيادًا دينية. على هذا النحو، لا تعتبر الوظائف إلزامية على حد سواء وليس من الضروري الاحتفال بها في اليوم المحدد للاحتفال عادة. أهم وظيفة دينية للمجتمع هي الجلسة السنوية أو المؤتمر السنوي ، الذي بدأه ميرزا غلام أحمد لأول مرة، وهو التجمع السنوي الرسمي للجماعة، بغرض زيادة المعرفة الدينية للفرد وتعزيز الانسجام والصداقة والتضامن داخل أعضاء المجتمع. وتشمل الوظائف الأخرى "يوم النبي الكريم" و "يوم المسيح الموعود" و "يوم الإصلاح الموعود" و "يوم الخلافة".

## وجهة نظر المسلمين وبعض من الناس تجاه الأحمدية
يعتبر علماء المسلمين كلا من أتباع الجماعة الأحمدية والجمعية الأحمدية اللاهورية غير مسلمين وهراطقة، [وفقًا لِمَن؟] 
ولا تقبل الجمعية الأحمدية اللاهورية بهذا الاعتقاد ولا يرى أتباعها ميرزا غلام أحمد نبياً بالمعنى التقليدي.
يدعي الأحمديون أن هذا الاعتبار نتيجة لسوء فهم أقوال ميرزا غلام أحمد التي تشير إلى بعثته "بروح محمد” 
(مشابها لبعثة يوحنا المعمدان بروح إلياس وقوته).
يؤمن المسلمون الأحمديون بأن ميرزا غلام أحمد هو الإمام المهدي والمسيح الموعود، بينما يرفض ذلك عامة المسلمين مصرحين بأن ميرزا غلام أحمد لم يكن مصداقا لنبوءات الإمام المهدي وأن لقب المسيح أعطي لعيسى وليس لأحد غيره، لذلك يعتبرون ميرزا غلام أحمد مدعيا كاذبا للنبوة.
عقدت رابطة العالم الإسلامي مؤتمرها السنوي في مكة المكرمة من 14 إلى 18 في شهر ربيع الأول عام 1394هـ الموافق أبريل 1974م، وحضره 140 وفدا ممثلين لدول إسلامية ومنظمات من جميع أنحاء العالم، وأصدر المؤتمر الإعلان التالي:
| الجماعة الأحمدية | القاديانية أو الأحمدية: حركة تخريبية ضد الإسلام والعالم الإسلامي، والتي تدعي زورا وخداعا أنها طائفة إسلامية، والتي تختفي بستار الإسلام ومن أجل مصالح دنيوية تسعى وتخطط لتدمير أسس الإسلام | الجماعة الأحمدية |

كلتا الحركتين الأحمديتين تُعدان خارجتين عن دائرة الإسلام عند الحكومة الباكستانية، ويُسجل ذلك في وثائق سفرهم. وعلى النقيض من ذلك، فإن الأحمديين المواطنين في دول غربية وبعض الدول الإسلامية يؤدون الحج والعمرة، حيث لا تدرك الحكومة السعودية أنهم أحمديون عند تقدمهم لطلب التأشيرة. وقد أيد قرار محكمة حق الأحمديين لتعريف أنفسهم كمسلمين في الهند.
وبما أن معتقدات الجمعية أحمدية اللاهورية بخصوص نبوة ميرزا غلام أحمد أقرب لفكر عامة المسلمين، لذلك وجد فكرهم المنشور قبولا أوسع عند أهل الفكر المسلمين.
بعض الجماعات الإسلامية تجمع الحركتين الأحمديتين معا وتشير إليهم بالـ"قاديانيين"، وإلى معتقداتهم بالـ"قاديانية” 
(نسبة إلى بلدة قاديان، في مقاطعة غوردسبور الواقعة في إقليم البنجاب في الهند، حيث وُلد مؤسسها)، وهي مصطلحات ازدرائية. لكن معظمهم، إن لم يكن كل الأحمديين من الطائفتين، لا يعجبهم هذا المصطلح لأنه قد اكتسب دلالات مهينة على مر السنين، وإضافة لذلك فإنهم يفضلون التفريق بين حركتيهم المنفصلتين. معظم المسلمين لا يستخدمون مصطلح «مسلم» عند الإشارة إلى الأحمديين، مستشهدين بالفتاوى التي أصدرها علماء المسلمين، على الرغم من أن كلتا الطائفتين تشيران إلى أنفسهم بأنهم مسلمون. ومع ذلك، فبما أن أعضاء الجمعية الأحمدية اللاهورية تنكر نبوة ميرزا غلام أحمد.
في أوقات سابقة في باكستان والهند كان هناك اضطهاد على نطاق واسع للأحمديين من قبل جماعات مسلمة معينة. ولا تزال أعمال عنف متفرقة وكذلك اضطهاد ذو طابع أكثر دهاءً ضد الأحمدية مستمرةً حتى اليوم.
الطائفة الأحمدية محظورة في باكستان منذ عام 1974، ويرى جميع فقهاء السنة والشيعة أن الأحمدية[ ؟ ] «هراطقة وخارجون على الإسلام»، ويرون أنها حركة نشأت في شبه القارة الهندية بدعم من الاستعمار الإنجليزي بهدف إبعاد المسلمين عن مقاومة الاستعمار البريطاني، وذلك حسب عقيدتهم في الجهاد (المشروحة أعلاه). لذلك فإن أتباع الأحمدية يتعرضون لتضييق حكومي إلى جانب ما يتعرضون له من عموم المسلمين.
كذلك ثار في أبريل 2008 في إندونيسيا لغط شعبي حول أتباع الجماعة الأحمدية من الإندونيسيين، ومطالبات بحظر وجودهم.
وقد صدرت فتاوى متعددة من عدد من المجامع والهيئات الشرعية في العالم الإسلامي، تقضي بكفر القاديانية، منها المجمع الفقهي التابع لرابطة العالم الإسلامي، ومجمع الفقه الإسلامي التابع لمنظمة المؤتمر الإسلامي، وهيئة كبار العلماء بالمملكة العربية السعودية، هذا عدا ما صدر من فتاوى علماء مصر والشام والمغرب والهند وغيرها.

## وصلات خارجية
- الموقع الرسمي للجماعة الإسلامية الأحمدية باللغة العربية

الموقع الرسمي للجماعة الإسلامية الأحمدية باللغة الإنجليزية
- بالفيديو تعريف القاديانية الأحمدية - للشيخ ممدوح الحربي على يوتيوب